# Chúng ta của tương lai
"Chúng ta của tương lai" là một bài hát được thu âm bởi nam ca sĩ kiêm sáng tác nhạc người Việt Nam Sơn Tùng M-TP nằm trong EP phòng thu đầu tay của anh, Chúng ta (2020). Bài hát được Sơn Tùng M-TP sáng tác và thể hiện, phát hành vào năm 2024 cùng với vai trò là đĩa đơn tiếp nối cho EP sau hơn 3 năm vắng bóng.
Ca khúc "Chúng ta của tương lai" là ca khúc thứ 2 nằm trong EP Chúng ta.

## Quảng bá
Ngày 26 tháng 2 năm 2024, Sơn Tùng M-TP công bố show diễn "7-Minute Stage", đồng thời là show diễn đầu tiên dành cho ca khúc Chúng ta của tương lai, thời gian là 19:00 (tức 7:00 tối) ngày 7 tháng 3 năm 2024.

## Phát hành
Vào rạng sáng ngày 8 tháng 3 năm 2024, cụ thể là vào đúng 00:00 (00 giờ 00 phút), Sơn Tùng M-TP đã cho ra mắt bản Audio và MV "Chúng ta của tương lai" trên các nền tảng YouTube, Spotify và Apple Music.

## Danh sách bài hát
Tải kỹ thuật số/phát trực tuyến
1. "Chúng ta của tương lai"